# Petrina, Kostel
Petrina este o localitate din comuna Kostel, Slovenia, cu o populație de 9 locuitori.